# Залубнище
Залу́бнище (бел. Залубнішча) — деревня в составе Княжицкого сельсовета Могилёвского района Могилёвской области Республики Беларусь.

## Географическое положение
Ближайшие населённые пункты: Голубовка, Никитиничи

## Население
- 1999 год — 19 человек
- 2010 год — 11 человек

## Достопримечательность
- Братская могила жертв войны